# Neoconger
Neoconger – rodzaj morskich ryb węgorzokształtnych z rodziny szpagietkowatych (Moringuidae).

## Rozmieszczenie geograficzne
Do rodzaju należą gatunki występujące w wodach Oceanu Spokojnego i zachodniego Oceanu Atlantyckiego.

## Morfologia
Długość ciała do 30 cm.

## Systematyka
Rodzaj zdefiniował w 1858 roku francuski ichtiolog i herpetolog Charles Frédéric Girard w artykule poświęconym notatkom na temat różnych nowych rodzajów i nowych gatunków ryb ze zbiorów muzeum Smithsonian Institution i odłowionych podczas badania granic Stanów Zjednoczonych i Meksyku przez majora Williama Emory’ego, opublikowanym w czasopiśmie Proceedings of the Academy of Natural Sciences of Philadelphia. Gatunkiem typowym jest (oznaczenie monotypowe) N. mucronatus.

### Etymologia
- Neoconger: gr. νεος neos ‘nowy’; łac. conger ‘gatunek węgorza morskiego’[5].
- Chrinorhinus: gr. χρεια chreia ‘potrzeba, niedostatek’[6]; ῥις rhis, ῥινος rhinos ‘nos, pysk’[7]. Gatunek typowy (oznaczenie monotypowe): Chrinorhinus torrei Howell Rivero, 1932 (= Neoconger mucronatus Girard, 1858).

### Podział systematyczny
Do rodzaju należą następujące gatunki:
- Neoconger mucronatus Girard, 1858
- Neoconger tuberculatus (Castle, 1965)
- Neoconger vermiformis Gilbert, 1890